# La Femme gelée
La Femme gelée est le troisième roman d'Annie Ernaux, publié en 1981 aux éditions Gallimard. Il est considéré comme un récit autobiographique dans lequel elle retrace toute son enfance sans contrainte. Elle explique avoir grandi avec des parents très différents l'un de l'autre, un père tendre et une mère au caractère explosif mais qui se partageaient le plus naturellement du monde les tâches de la maison. Elle prend l'exemple de plusieurs femmes dans sa vie, sa mère, sa grand-mère ou encore ses tantes, toutes des femmes fortes et indépendantes avec qui elle a grandi et qui l'ont éduquée hors des stéréotypes à propos de l'inégalité sociale entre hommes et femmes. Avec ce récit, à tendance sociologique, elle raconte son histoire en tant que femme dans les années 1960 mais elle s'impose également en tant que porte-parole pour toute une génération. Annie Ernaux décrit le combat intérieur de toutes les femmes en France à cette époque. C'est un roman phare pour le féminisme, il a été le déclic pour un grand nombre de femmes grâce à son approche de la  domination masculine.

## Résumé
Annie Ernaux est née à Lillebonne (France) le 1er Septembre  1940. Elle nous raconte qu'elle a été élevée par ses deux parents, tous deux très attentionnés et à l'écoute. Sa mère possède sa propre épicerie et elle travaille d'arrache-pied pour s'en sortir convenablement. De ce fait, elle n'a pas le temps de s'occuper de toutes les tâches ménagères au sein de leur foyer et c'est son père qui en a la charge. Ce dernier a développé une passion pour le jardinage, la cuisine et c'est très souvent lui qui vient chercher sa fille devant les grilles de l'école, un père entouré de mères. Le mode de vie de la narratrice n'a donc rien à voir avec le schéma conventionnel de la vie de famille à cette époque. Sa mère lui a toujours appris de bonnes valeurs : elle devra faire des études, qui passeront avant tout et que jamais elle ne finirait comme une "petite fée du logis".  Elle lui donne très rapidement le goût de la lecture. Ayant grandi dans cette atmosphère, elle va rencontrer des problèmes à l'école élémentaire face aux réactions des "autres" petites filles, dont les mères sont femmes au foyer qui préparent les repas et font le ménage toute la journée. En effet, elle va découvrir que le rôle qui lui est assigné par son genre est de servir sa famille et son mari. Cependant, elle reste persuadée qu'elle ne sera pas comme ça, que ce ne sont pas ses valeurs et que ce n'est pas ce qu'elle souhaite.
À l'entrée en études supérieures, la vérité va très vite la rattraper. Elle intègre une école afin d'obtenir son diplôme du CAPES, qui sera sa motivation pour continuer et sa "seule étoile". Lors de ses études, elle rencontre un garçon qui possède les mêmes idées qu'elle sur le mariage et sur le rapport entre hommes et femmes. Les deux étudiants vont finir par se marier et au fil du temps, la situation va se métamorphoser. Il n'est pas réellement celui qu'il prétendait être et elle va devoir se réduire pour le valoriser, lui. Pendant qu'il prépare son examen, quelqu'un doit s'occuper du foyer. Elle va tomber dans un engrenage sans fin. Elle va se plier aux exigences de la société et de son mari contre sa volonté… Mais, d'après ses beaux-parents, le principal est que son mari ait une bonne situation…
Elle va être enceinte, volontairement cette fois-ci. C'est lorsque leur enfant va naître qu'elle va réaliser qu'elle est comme condamnée à être celle qui s'occupe de lui, du foyer, qui prépare à manger. Malgré tout cela, elle va s'accrocher pour obtenir son CAPES et elle va réussir.

## Influence et rupture des modèles beauvoirien et bourdieusien
Annie Ernaux s'est toujours dite influencée par l'œuvre de Simone de Beauvoir, et la narratrice de La Femme gelée restitue sa prise de conscience sur le statut moral et social dans lequel les femmes sont enfermées à la lecture du Deuxième sexe, en affirmant « Le Deuxième sexe m’a fichu un coup. Aussitôt, les résolutions pas de mariage mais pas non plus d’amour avec quelqu’un qui vous prend comme objet ». Mais dans le même temps, Annie Ernaux s'écarte du modèle proposé par Beauvoir, en se référant à la sociologie plus qu'à la philosophie, et en proposant via le portrait de sa mère un modèle de femme libre qu'on ne retrouve « ni dans les typologies du Deuxième sexe, ni chez les héroïnes des romans de Simone de Beauvoir, ni même parmi la galerie de femmes qui traversent ses écrits autobiographiques ».
Pour la professeuse de littérature Nelly Wolf, le roman, qui s'inscrit avec Les Armoires vides (1974) et Ce qu'ils disent ou rien  (1977) dans un style littéraire d'avant « l'écriture plate » revendiquée par Annie Ernaux, marque une rupture dans la valorisation de la vie populaire et ouvrière, sous la double influence des lectures de Pierre Bourdieu et de Simone de Beauvoir et « décrivent de nouvelles formes d’insertion, le premier lié à la condition féminine, les secondes à la réussite scolaire ». Cette émancipation par la réussite scolaire, qui voit passer la narratrice, fille d'épiciers, du milieu populaire à la classe moyenne, rompt avec les modèles du « peuple ouvrier » et du mythe ouvrier. Elle invalide « la prétention du prolétariat à jouer un rôle politique ou à poser un horizon éthique exceptionnel : « Bon Dieu, à quel moment, quel jour la peinture des murs est-elle devenue moche, le pot de chambre s’est mis à puer, les bonshommes sont-ils devenus de vieux soûlographes, des débris »… Toutefois, ce sort de transfuge, qui la fait passer du milieu ouvrier à celui de la petite bourgeoisie, du « Français moyen », s'accompagne d'une expérience de la honte sociale, et la narratrice évoque avec ironie ce mal-être : « Je me sentais lourde, poisseuse, face à leur aisance, à leur facilité, les filles de l’école libre » et les nouveaux stéréotypes dans lesquels elle s'insère, avec son inscription en fac de lettres conforme aux statistiques sociologiques.
Cette fille de femme libre, fille libre elle-même jusqu'à ce qu'elle se marie sous la pression sociale, découvre alors la domination d'un mari la pressant d'adopter le rôle de la femme au service de son mari et de ses enfants, un mari qui étudie pendant qu'elle s'occupe de la vaisselle, qui se met en colère quand le repas n'est pas prêt et le bébé pas endormi un midi où il rentre à l'improviste. Une tentative faite pour sortir de ce rôle est de retrouver un rôle « d'exception », de réussir dans celui de la super-woman alors sociologiquement très valorisé, la femme parfaite, « femme totale », à la fois mère, épouse et professionnelle accomplie, qui puise ses recettes dans les magazines pour gagner du temps et répondre ainsi au nouveau stéréotype prescriptif de l'époque gaullienne. Finalement, la narratrice finit par revenir au rôle de l'épouse modèle, à la place qui lui est assignée, « celle de l’élément féminin d’un couple de Français moyens programmé par et pour la société de consommation ».

## Réception
De l'aveu d'Annie Ernaux elle-même, le livre est très mal reçu lors de sa parution : « Il y avait une croyance très forte que tout cela était du passé, que les femmes étaient devenues les égales des hommes. Il y avait un déni, un déni de tout ce qui pouvait entraver la…On disait : les femmes ont tout gagné. Voilà, les femmes avaient tout gagné. On était, au début des années 80, au début de ce retour de bâton, qui a fait que la situation a stagné. La situation des femmes n’a pas évolué en ce qui concerne le partage des tâches, la présence dans le monde politique. Rien n’a été gagné en plus de 25 ans. Faisait retour cette vieille idée, cette idée d’ailleurs masculine : mais qu’est-ce qu’elles veulent ? Que veulent les femmes ? Elles ont tout ! Et maintenant on fonctionne sur cette idée-là. » À cette occasion, Annie Ernaux dénonce pourtant l'inverse, un déni devenu cliché en 2008, en soulignant que  « La Femme gelée met l’accent sur le fait que les tâches traditionnelles incombent toujours aux femmes, que l’éducation des enfants incombe aussi aux femmes. La liberté est toujours le fait plus ou moins le fait des hommes, beaucoup plus que des femmes, qui sont limitées de fait par ces tâches-là, que ce soit en politique ou ailleurs. Sortir le soir, c’est toujours plus difficile pour une femme ». 
En 2022, le Nouvel Obs résume l'ouvrage et le présente comme « Un roman très fort sur le délitement insidieux des idéaux d’égalité dans le couple. Ou comment le désir d’émancipation est sapé par le poids des injonctions sociales. »
Dans La Femme gelée, Annie Ernaux peint le portrait d'une femme dans les années 1960 et met subtilement en avant les limites de l'émancipation de la femme dans ces années-là. Cette femme gelée, ce fut elle, mais ce fut aussi et c'est encore d'autres femmes dépossédées d'elles-mêmes et de toutes leurs aspirations. Des internautes ont réagi à cet article et l'idée principale est que le roman est poignant et va à l'essentiel, à l'aide d'une voix narrative “singulière”. Environ 3/4 des lecteurs, qui ont donné leurs avis, ont apprécié le roman.
Sur le site web Babelio, les utilisateurs partagent leurs avis, certains trouvent le roman trop plat, manquant de péripéties. Ils parlent d’une « écriture minimaliste » puis d’une « absence de dynamisme narratif ». Cela dit, la majorité trouve que dans ce troisième roman, le style de Annie Ernaux est bien présent, un style sans jugement qui documente.

## Adaptations

### Théâtre
- En 2002, La Femme gelée est adapté en pièce de théâtre. Elle est mise en scène par Jeanne Champagne et est représentée au Théâtre du Chaudron à Paris[8].